# Wentke

Wentke uit de collectie van het Zuiderzeemuseum

Een wentke is een lange openvallende mantel. De wentke, een verbastering van 'gewaad', is als kledingstuk een nazaat van de zwarte vlieger, de zwarte loshangende mantel van de zeventiende-eeuwse gegoede burgervrouwen. De wentke werd tot ver in de achttiende eeuw van wol gemaakt, de kleur was meestal zwart, maar er worden ook andere kleuren genoemd. Halverwege de achttiende eeuw komen de eerste wentkes van Indiase sits voor in boedelbeschrijvingen.